# Прапор Хмельницької області
Пра́пор Хмельни́цької о́бласті є символом, що відображає історію й традиції області. Разом із гербом становить офіційну символіку органів місцевого самоврядування та виконавчої влади Хмельницької області. 21 березня 2002 року двадцять друга сесія обласної ради одностайно затвердила герб і прапор Хмельницької області.
Полотнище прапора області складається з двох рівних вертикальних смуг — сині у держака і червоної у вільній частині. У центрі — герб області, що складається з геральдичного щита, поле якого розділене на синю і червону половини; поверх лінії ділення розташовані золоте сонце і два хлібні колоски. Сонце виступає традиційним символом Поділля. Червоний колір узятий з герба Волині. Колоси символізують аграрну спрямованість області, а також зображають літеру «Х» — першу в назві області.